# 德克薩斯華人
德克薩斯華人，是美籍華人一部分，根據2010年人口普查約布150000人，佔美籍華人人口0.6%，多數生活在普莱诺，休斯敦和舒格蘭。
在1869年5月，一批華人由美國西部移入德克薩斯州，他們主要從事鋪設鐵路等基建工程。1880年，羅伯遜縣有72名華人，而其他64人在該州的其他地方。大約在1869-1889年左右的時期，最大的華人群體就在這個縣。
第二批中國移民來自1881年左右的美國西岸，當時第一批華人已經死亡或搬走到別處或回到中國。1890年，德克薩斯州十四個縣有十個或更多的華人。華裔人口在1900年左右開始減少。1910年，有595名華人，德克薩斯州有11個縣有10個或更多的華人。